# Liste der denkmalgeschützten Objekte in Pfarrkirchen bei Bad Hall
Die Liste der denkmalgeschützten Objekte in Pfarrkirchen bei Bad Hall enthält die 13 denkmalgeschützten, unbeweglichen Objekte der Gemeinde Pfarrkirchen bei Bad Hall im oberösterreichischen Bezirk Steyr-Land.

## Denkmäler
| Foto |                 | Denkmal                                                                  | Standort                                                                    | Beschreibung | Metadaten |
| ---- | --------------- | ------------------------------------------------------------------------ | --------------------------------------------------------------------------- | --- | --- |
| ja   | Datei hochladen | Schloss Feyregg HERIS-ID: 20490 Objekt-ID: 16794                         | Feyregger Straße 2 Standort KG: Feyregg                                     | Der Bau geht auf einen Gutshof zurück, der 1378 erstmals als wehrhafte Anlage erwähnt wurde, seine heutige Gestalt als Schloss erhielt er von Johann Michael Prunner um 1730. Der ein- bis zweigeschoßige Hakenbau liegt auf einer Anhöhe oberhalb des Ortes. Er weist einen mächtigen Torturm und zwei Stiegentürme auf. Der Palas der alten Burg wurde barockisiert, es wurde aber auch bereits im 17. Jahrhundert ein barocker Trakt hinzugefügt, der die Repräsentationsräume enthält, die Stuckarbeiten von Johann Peter Spatz aufweisen. Zwei der einst zahlreicheren Nebengebäude sind noch vorhanden.                                                                                | BDA-Hist.: Q15127624 Status: Bescheid Stand der BDA-Liste: 2025-06-30 Name: Schloss Feyregg GstNr.: .1, 117 Schloss Feyregg                                                      |
| ja   | Datei hochladen | Kalvarienberg, Kalvarienbergkirche HERIS-ID: 20496 Objekt-ID: 16800      | Oberhalb der Rudolf-Königsbauer-Straße Standort KG: Feyregg                 | Erbaut wurde die Kapelle 1848 unter P. Placidus Hall, der damalige Pfarrer von Pfarrkirchen. Im Inneren stellen Fresken die Todesangst Christi und die Grablegung dar. Die barocke Kreuzweggruppe stammt vom Anfang des 18. Jahrhunderts. Die Reliefs schuf der Pfarrkirchner Bildhauer Josef Diethör. 1988–1990 wurde die Kapelle sowohl außen als auch innen restauriert. | BDA-Hist.: Q37854312 Status: § 2a Stand der BDA-Liste: 2025-06-30 Name: Kalvarienberg, Kalvarienbergkirche GstNr.: .35/1, 272 Pfarrkirchen bei Bad Hall, Kalvarienbergkirche     |
| ja   | Datei hochladen | Wohnhaus, Sandlmühle HERIS-ID: 20491 Objekt-ID: 16795                    | Sandlmühlstraße 15 Standort KG: Möderndorf                                  | | BDA-Hist.: Q37854205 Status: Bescheid Stand der BDA-Liste: 2025-06-30 Name: Wohnhaus, Sandlmühle GstNr.: .17 Pfarrkirchen bei Bad Hall, Sandlmühle                               |
| ja   | Datei hochladen | Schlossanlage Mühlgrub samt Nebengebäude HERIS-ID: 11317 Objekt-ID: 7402 | Mühlgruber Straße 42 Standort KG: Mühlgrub                                  | Schloss Mühlgrub, auch Grueb genannt, geht auf einen Freihof zurück, der nach 1415 großzügig ausgebaut wurde. Vieles am wehrhaften Charakter der Anlage wurde nach 1870 beseitigt, auch die meisten Türme, von denen es nur noch zwei gibt: einen vorspringenden Rundturm an einer Gebäudeecke und ein viereckiger Turm, der den hinteren Quertrakt überragt. Das Schloss selbst ist ein längsrechteckiger Vierflügelbau um einen Hof. Das rundbogige Schlossportal ist mit großen Steinquadern eingefasst. | BDA-Hist.: Q15076401 Status: Bescheid Stand der BDA-Liste: 2025-06-30 Name: Schlossanlage Mühlgrub samt Nebengebäude GstNr.: 22/3 Pfarrkirchen bei Bad Hall, Schloss Mühlgrub    |
| ja   | Datei hochladen | Klein Adlwang-Kapelle HERIS-ID: 20495 Objekt-ID: 16799                   | Kainstraße Standort KG: Pfarrkirchen bei Bad Hall                           | | BDA-Hist.: Q37854273 Status: § 2a Stand der BDA-Liste: 2025-06-30 Name: Klein Adlwang-Kapelle GstNr.: 64/2 Pfarrkirchen bei Bad Hall, Klein-Adlwang Kapelle                      |
| ja   | Datei hochladen | Schule HERIS-ID: 20492 Objekt-ID: 16796                                  | Möderndorfer Straße 2 Standort KG: Pfarrkirchen bei Bad Hall                | | BDA-Hist.: Q37854221 Status: § 2a Stand der BDA-Liste: 2025-06-30 Name: Schule GstNr.: 59/3 Pfarrkirchen bei Bad Hall, Volksschule                                               |
| ja   | Datei hochladen | Lichtsäule HERIS-ID: 20493 Objekt-ID: 16797                              | bei Möderndorfer Straße 2 Standort KG: Pfarrkirchen bei Bad Hall            | | BDA-Hist.: Q37854233 Status: § 2a Stand der BDA-Liste: 2025-06-30 Name: Lichtsäule GstNr.: 58 Pfarrkirchen bei Bad Hall Lichtsäule                                               |
| ja   | Datei hochladen | Bildstock HERIS-ID: 20494 Objekt-ID: 16798                               | Möderndorfer Straße Standort KG: Pfarrkirchen bei Bad Hall                  | | BDA-Hist.: Q37854262 Status: § 2a Stand der BDA-Liste: 2025-06-30 Name: Bildstock GstNr.: 258/1                                                                                  |
| ja   | Datei hochladen | Wegkapelle HERIS-ID: 20497 Objekt-ID: 16801                              | Ecke Mühlgruber Straße / Zeughausweg Standort KG: Pfarrkirchen bei Bad Hall | | BDA-Hist.: Q37854336 Status: § 2a Stand der BDA-Liste: 2025-06-30 Name: Wegkapelle GstNr.: 207/1 Pfarrkirchen bei Bad Hall, chapel at cemetery                                   |
| ja   | Datei hochladen | Kath. Pfarrkirche hl. Georg HERIS-ID: 20487 Objekt-ID: 16791             | Pfarrkirchner Straße Standort KG: Pfarrkirchen bei Bad Hall                 | Die Pfarrkirche (hl. Georg) ist urkundlich 1179 erwähnt. Vom ursprünglich gotischen Bau (Bauabschluss 1326) sind nur mehr das Chor mit 5/8 Schluss und ein Fresko an der Südwand des Westturms erhalten. Die Innenausstattung der Kirche ist vorwiegend Rokoko. Sämtliche Gewölbe besitzen Fresken von Wolfgang Andreas Heindl aus der Zeit um 1748. Der Turm wurde 1762 erhöht und besitzt einen Zwiebelhelm. Der Tabernakel von 1740 wird Balthasar Melber aus Enns zugeschrieben. Die Chorgestühle und Kirchengestühle sind aus dem 2. Viertel des 18. Jahrhunderts. | BDA-Hist.: Q21624406 Status: § 2a Stand der BDA-Liste: 2025-06-30 Name: Kath. Pfarrkirche hl. Georg GstNr.: .1 Pfarrkirchen bei Bad Hall, Pfarrkirche                            |
| ja   | Datei hochladen | Pfarrhof HERIS-ID: 20489 Objekt-ID: 16793                                | Pfarrkirchner Straße 1 Standort KG: Pfarrkirchen bei Bad Hall               | Der Pfarrhof wurde 1649 erbaut, die Vorderfront stammt aus der Zeit um 1750. Von den vorhandenen Stuckdecken ist eine aus der Mitte des 18. Jahrhunderts, alle anderen aus der Mitte des 17. Jahrhunderts. In der Nische ober dem Eingangstor befindet sich eine Statue des Guten Hirten, diese wird auf die Mitte des 18. Jahrhunderts datiert. | BDA-Hist.: Q37854173 Status: § 2a Stand der BDA-Liste: 2025-06-30 Name: Pfarrhof GstNr.: .2 Pfarrkirchen bei Bad Hall, Pfarrhof                                                  |
| ja   | Datei hochladen | Figurenbildstock hl. Johannes Nepomuk HERIS-ID: 20488 Objekt-ID: 16792   | vor Pfarrkirchner Straße 1 Standort KG: Pfarrkirchen bei Bad Hall           | Die Statue des Johannes von Nepomuk auf dem Kirchenplatz wird auf das Jahr 1722 datiert. | BDA-Hist.: Q37854150 Status: § 2a Stand der BDA-Liste: 2025-06-30 Name: Figurenbildstock hl. Johannes Nepomuk GstNr.: 258/2 Pfarrkirchen bei Bad Hall, statue of John of Nepomuk |
| ja   | Datei hochladen | Tassiloquelle HERIS-ID: 62596 Objekt-ID: 75163                           | bei Schwimmbadstraße 15 Standort KG: Pfarrkirchen bei Bad Hall              | Die Tassiloquelle ist eine der stärksten Jod-Sole-Quellen in Mitteleuropa am Rande des Kurparks Bad Hall. Die Quelle wird nachweislich seit dem 2. Jahrhundert genutzt. 777 schenkte der bayerische Herzog Tassilo III. die Quelle dem Stift Kremsmünster. Das Wasser der Quelle wurde zur Salzgewinnung verwendet und dient heute noch der Behandlung von Hautkrankheiten. Der Tassiloquelltempel wurde von Baumeister Joseph Baumgartner über der Tassiloquelle 1841 errichtet. Die Form dieser Trinkhalle gleicht der eines frühhistoristischen Rundtempels mit angesetztem Rechteckbau. Im Vorhof des Quelltempels befindet sich ein Brunnen, aus dem das Wasser der Quelle hervortritt. | BDA-Hist.: Q14544689 Status: § 2a Stand der BDA-Liste: 2025-06-30 Name: Tassiloquelle GstNr.: .31/1, .31/2 Pfarrkirchen bei Bad Hall Tassiloquelle                               |